# 田所清広
田所 清広（たどころ きよひろ、1956年2月8日 - 2010年7月6日）は、JRA・栗東トレーニングセンターに所属していた騎手、調教師。大阪府出身。妻の父は田所稔元調教師、妻の叔父は田所秀雄元調教師、妻の従兄弟は田所秀孝調教師である。旧姓は佐野。

## 来歴
1974年、3月に栗東・上田三千夫厩舎所属で騎手デビュー。
1986年、小倉記念をヤクモデザイヤーで制し重賞初勝利を挙げる。
1990年、6月に栗東・田所稔厩舎所属となるも、7月にフリーとなる。
1993年、2月に騎手を引退し、ふたたび上田三千夫厩舎に所属し調教助手となる。騎手成績はJRA通算2702戦206勝。 
1996年、2月に調教師免許を取得する。
1997年、厩舎を開業。3月8日、初出走となった中京競馬場での第3レースは、サムライオーが9番人気で13着となる。5月10日に京都競馬場での第6レースで3番人気だったファンドリオボッコが勝利し、のべ27頭目で初勝利を挙げる。
1999年、マーチステークスをタヤスケーポイントが制しJRA重賞初勝利を挙げる。
2010年7月、病気のため死去。54歳没。

## おもな騎乗馬
- ヤクモデザイヤー（1986年小倉記念）

## おもな管理馬
- タヤスケーポイント（1999年マーチステークス、プロキオンステークス）
- マーブルチーフ（2003年京都新聞杯）
- ヴィクトリーラン（2006年プリンシパルステークス）
- コウエイトライ（2006年小倉サマージャンプ、阪神ジャンプステークス、東京オータムジャンプ、2007年小倉サマージャンプ、阪神ジャンプステークス、2008年阪神ジャンプステークス。2009年に山内研二厩舎に転厩した）

## おもな厩舎所属者
※太字は門下生。括弧内は厩舎所属期間と所属中の職分。
- 岡冨俊一（2000年-2003年 騎手、2003年-2010年 調教助手）
- 田島信行（2000年-2002年 騎手、2002年-2010年 調教助手）
- 武英智（2005年-2006年 騎手）